# Megadrillus brevipennis
Megadrillus brevipennis är en tvåvingeart som först beskrevs av Macquart 1838.  Megadrillus brevipennis ingår i släktet Megadrillus och familjen rovflugor. Inga underarter finns listade i Catalogue of Life.